# Aitor Esteban
Aitor Esteban Bravo, né le 21 juin 1962 à Bilbao (Biscaye), est un homme politique et professeur espagnol membre du Parti nationaliste basque (PNV).
Élu député de la circonscription de Biscaye en mars 2004, il devient porte-parole du groupe nationaliste basque au Congrès des députés en décembre 2012.

## Biographie

### Profession
Aitor Esteban a été professeur à l'Université de Deusto, où il a enseigné le droit constitutionnel et administratif, ainsi que des cours d'histoire et culture indigène de Nord et Mesoamérique à la Faculté de Philosophie et Sciences de l'Éducation.

### Carrière politique
Il s'affilie au Parti nationaliste basque en 1978 et est élu en 1983 secrétaire du Conseil National de Euzko Gaztedi Indarra (EGI). Deux ans plus tard il est nommé mandataire de l'Assemblée nationale et accède en 1991 à la charge de porte-parole et secrétaire de la Présidence de la Députation de Biscaye. Entre 1995 et 2003 il est président des Juntes générales de Biscaye. Il est remplacé par Ana Madariaga.
Pour les élections générales de 2004, il est élu député au Congrès des députés pour Biscaye. Il est réélu lors des élections de 2008 et 2011. Le 18 décembre 2012, il remplace Josu Erkoreka comme porte-parole du groupe nationaliste basque au Congrès des députés.
Le 30 mars 2025, il est proclamé président du Parti nationaliste basque. Il succède à Andoni Ortuzar dans un contexte de faiblesse électorale du PNV face à Euskal Herria Bildu.